# Haus Kurl

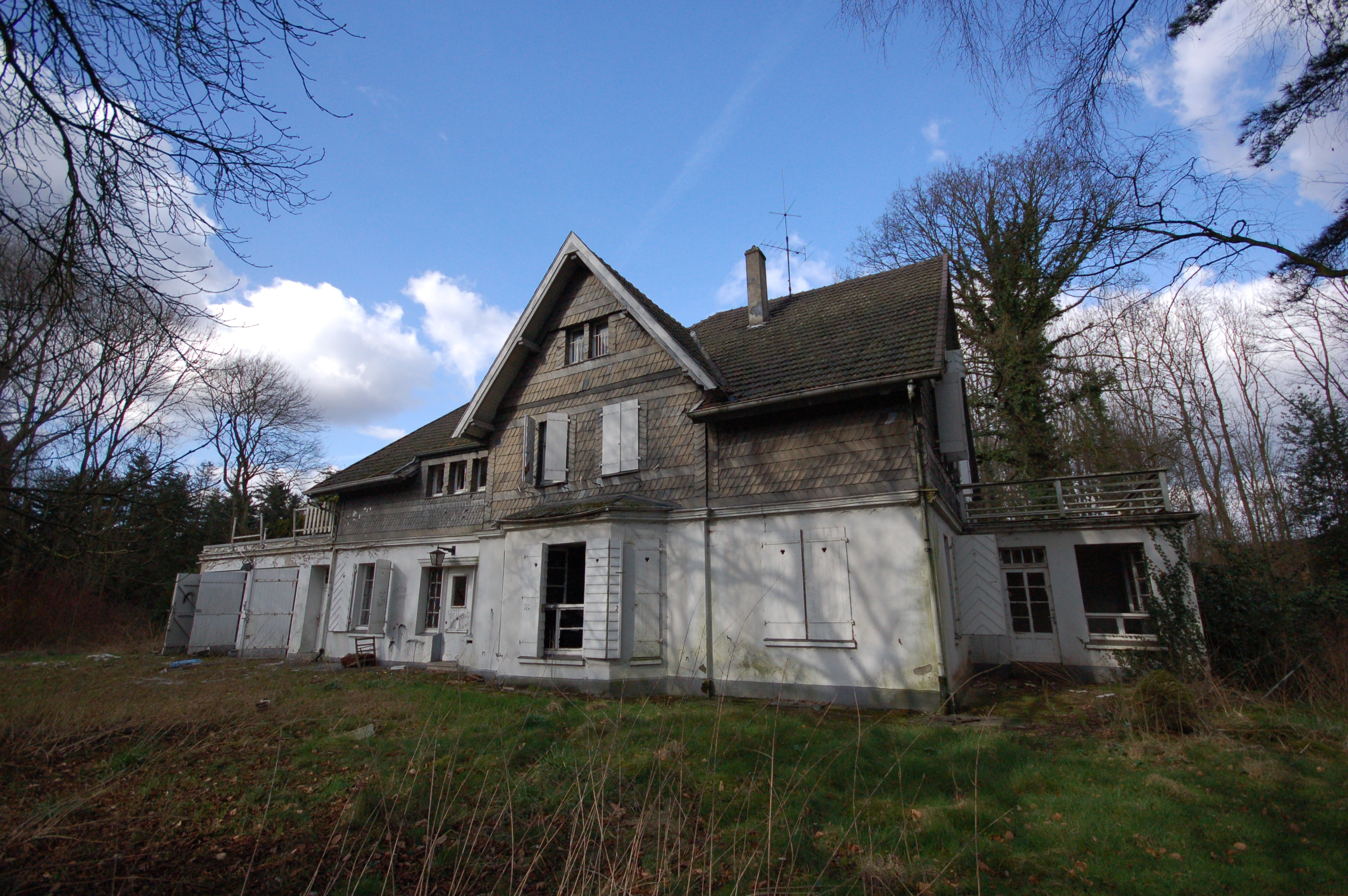
Blick von Süd-Osten (2008)

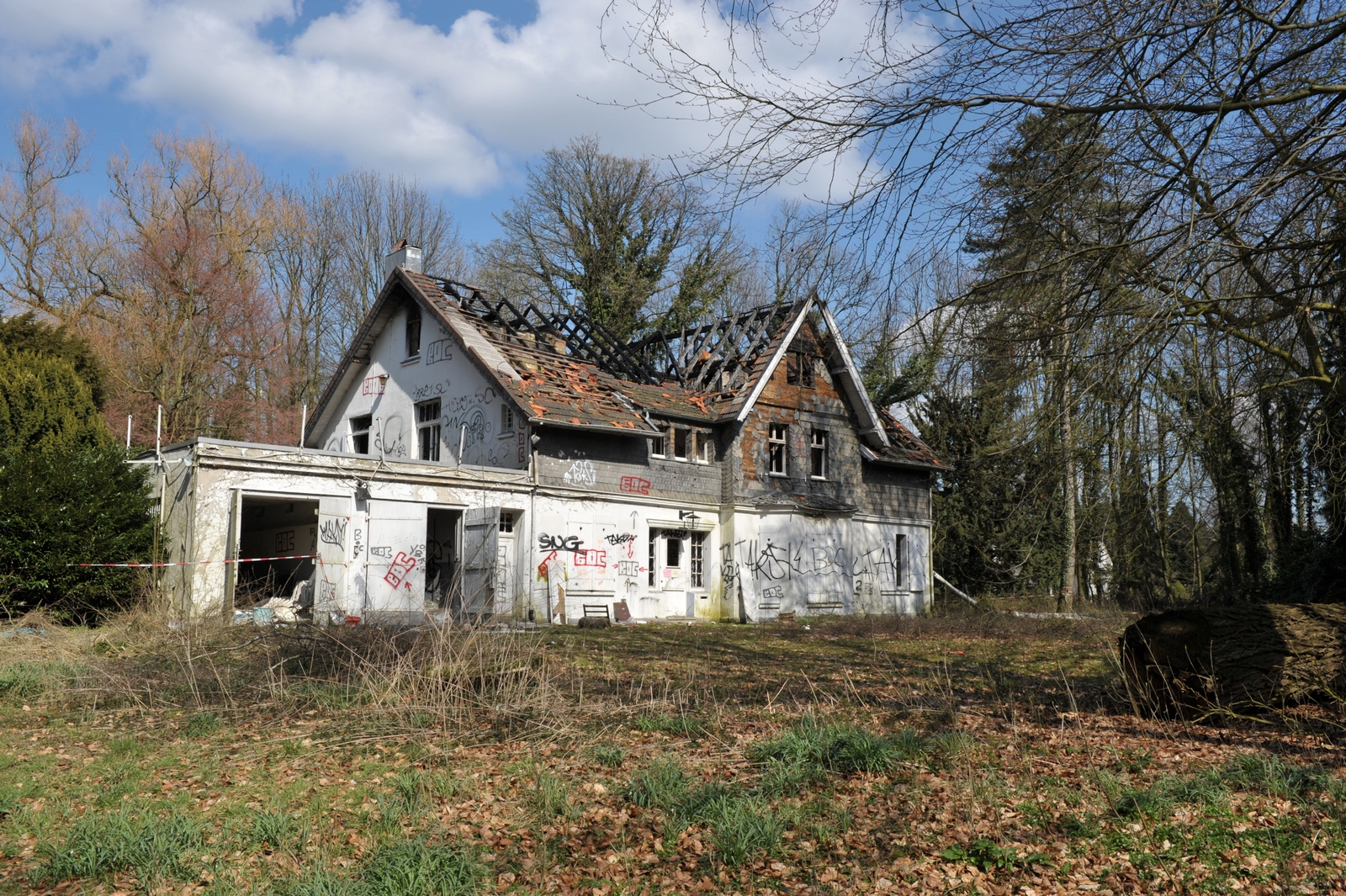
Süd-West-Ansicht (2009)

genordeter Lageplan (1895)

Haus Kurl ist ein früheres märkisches Lehen in Dortmund, bis 1915 wurde sein Name noch Courl geschrieben. Es befindet sich auf dem Gebiet des gleichnamigen Stadtteils Kurl, Kurler Straße 154 Ecke Plaßstraße. Das seit einem Brand im Oktober 2008 verfallende und einsturzgefährdete Herrenhaus entstand nach einem Brand des Jahres 1905 an Stelle eines älteren Baues. Als ehemaliger Adelssitz, auf dessen Areal sich potentiell Denkmäler im Boden befinden oder befanden, wird das Gelände von Haus Kurl als Bodendenkmal unter der Nummer B 0014 in der Denkmalliste der Stadt Dortmund geführt. Am 22. September 2015 begann der Abbruch der Ruinen des Hauses Kurl.

## Geschichte
Nach der Darstellung des Kunsthistorikers Albert Ludorff gelangte Haus Kurl im 16. Jahrhundert als Erblehen an Dietrich von der Recke und nach dem Tod des Freiherrn Johan Wilhelm von der Recke (1703) nach längeren Erbstreitigkeiten im Jahr 1721 an dessen Schwester, von der Recke auf Schloss Heessen. Durch Erbschaft übernahmen 1775 die von Boeselager das Gut.:40 Die Archivalien zum Rittergut Courl befinden sich auf Schloss Höllinghofen.

## Beschreibung
Das Areal von Herrenhaus und umgebendem Park erstreckt sich in einer Nord-Süd-Ausdehnung von etwa 275 m und in eine West-Ost-Richtung von gut 150 m im Bereich zwischen Werimboldstraße, Kurler Straße und Greveler Straße. Noch zu Ende des 19. Jahrhunderts bestand es aus einer zweigeteilten Anlage, die von Gräften umgeben war, welche aus westlicher Richtung über einen Nebenzufluss der Alte Körne, einem Seitenarm des Körnebach gespeist wurden. Auf dem südlichen Teil des Geländes befanden sich zu diesem Zeitpunkt (1895) noch zwei Gebäude, ein L-förmiges Herrenhaus und ein Wirtschaftsbau. Die Gebäude wurden als unbedeutend bezeichnet.:41 Nach einem Brand im Jahr 1905 wurde an deren Stelle das noch bestehende, zweigeschossige Gebäude errichtet, das seit einem neuerlichen Brand im Oktober 2010 nur mehr als Ruine besteht. In der Folge kam es zu großflächigen Rodungen im Baumbewuchs des umgebenden, noch etwa 5000 m² großen Parkareals. Südlich der Werimboldstraße befindet sich die Katholische Pfarrkirche St. Johannes Baptist (erbaut 1733 bis 1738), über die, nach einer an der Südseite befindlichen Inschrift aus dem Jahr 1733, der damalige Besitzer von Haus Kurl, Johann Adolph von Recke auf Heessen, das Patronatsrecht ausübte.:40 f